# Daniel Acht
Daniel Acht (* 10. März 1968 in Boppard) ist ein deutscher Filmregisseur, Filmproduzent und Drehbuchautor.

## Kurzbiografie
Nach anfänglichen Tätigkeiten als Beleuchter, Aufnahmeleiter und Regieassistent, arbeitete Daniel Acht als Drehbuchautor, Regisseur und Produzent.
2011 gründete er gemeinsam mit den Produzenten Sebastian Wehner und Christopher Zitterbart die Firma Wolkenlenker GmbH in Berlin. Wolkenlenker entwickelt und produziert Kinderinhalte und Familienunterhaltung in allen Medienformaten.

## Filmografie (Auswahl)
- 2002: Dark Ages (Kurzfilm)
- 2007: Video Kings
- 2008: Das Baby mit dem Goldzahn
- 2010: Carlotta und die Wolke (Kurzfilm)
- 2011: Edeltraud und Theodor (Kurzfilm)
- 2012: Donald (Kurzfilm)
- 2013: Wombo (Kurz-Animationsfilm)[1]
- 2015: Der Mond und ich (Kurzfilm)
- 2016: Die dicke Berte (Kurz-Animationsfilm)
- 2016: Piratengold (Kurz-Animationsfilm)
- 2017: Banditos (Kurz-Animationsfilm)
- 2018: Kleine Gespenster (Kurz-Animationsfilm)
- 2018: Vampir und Oskar (Kurz-Animationsfilm)
- 2018: Die klügste Herde auf der Erde (Kurz-Animationsfilm)
- 2019: Mäusefantenfeuerwehr (Kurz-Animationsfilm)
- 2019: Die Glücksnuss (Kurz-Animationsfilm)
- 2019: Heinzelstufe Rot (Kurz-Animationsfilm)
- 2021: Poldine, die Wolfsmaus (Kurz-Animationsfilm)

## Musikvideos (Auswahl)
- 2009: Die barmherzigen Plateausohlen: Solidarität

## Apps
- 2012: Wimmelburg
- 2013: Morgenland
- 2015: Sandmännchens Traumreise

## Bücher
- Karl von der Wimmelburg : eine Geschichte, Bilderbuch, Ravensburger Buchverlag 2017, ISBN 978-3-473-44643-8

## Auszeichnungen
- 2004: Murnau-Kurzfilmpreis für Dark Ages
- 2004: Flensburger Kurzfilmpreis für Dark Ages[2]
- 2008: Lichter Filmfest – Preis der Jury für Video Kings
- 2011: Bamberger Kurzfilmtage – Bester Kinderfilm für Edeltraud und Theodor[3]
- 2011: Giffoni Film Festival – Best Shortfilm (Elements +6) für Carlotta und die Wolke[4]
- 2012: Bamberger Kurzfilmtage – Bester Kinderfilm
- 2013: Murnau-Kurzfilmpreis für Donald
- 2013: BAMKids Film Festival – Erster Preis für den besten Live Action Kurzfilm
- 2014: Schweinfurter Filmtage – Publikumspreis Kinderprogramm
- 2014: Giffoni Film Festival – Best Shortfilm (Elements +3) für Wombo[5]
- 2014: Milwaukee Film Festival 2014 – Kids Choice Special Jury Award
- 2015: Verona Film Festival 2015 – Bester Film PROGRAMMA 7+ - Shorts for Kids
- 2015: El Meu Primer Festival – Audience Public Award
- 2017: Grimme Preis für Der Mond und ich